# Leivur Øssursson
Leivur Øssursson (980 – 1047) fue un caudillo vikingo y bóndi de Skúvoy, Islas Feroe a finales del siglo X y principios del XI y aparece como personaje histórico en la saga Færeyinga y saga de Olaf II el Santo.
Leivur era hijo del malogrado caudillo Øssur Havgrímsson que fue víctima de una deuda de sangre que alimentó su padre Havgrímur entre 969 y 970 por una disputa territorial que duraba 65 años. Casó con Tóra Sigmundsdóttir, la hija de Sigmundur Brestisson y Turið Torkilsdóttir. Sigmundur fue uno de los responsables de la muerte de su padre, pero al convertirse al Cristianismo decidió acabar con las deudas de sangre.
En 1024 Leivur es testigo del fin de la mancomunidad feroesa como territorio libre y la subyugación del territorio a la corona de Noruega. El rey Olaf II el Santo había nombrado a tres feroeses representantes de la corona en el archipiélago: Gilli como Løgmaður (primer ministro), Tórolvur Sigmundsson y Leivur Øssursson, que se convirtieron en sus vasallos. Tróndur í Gøtu todavía estaba vivo y la sombra de su poder era alargada por lo que poco control e influencia tenía Olaf II en realidad. Hacia 1025 dos naves noruegas que se enviaron al archipiélago con la intención de cobrar los debidos impuestos, pero nunca llegaron a su destino y desaparecieron sin dejar rastro, y una tercera nave llegó a puerto pero el enviado real para la defensa de la isla Karl hinn mørske fue asesinado.
La situación cambia tras la muerte en 1035 de Tróndur. Leivur, devoto cristiano, asumió el control sobre la autocracia de Tróndur y consiguió el poder del archipiélago bajo el gobierno de Magnus el Bueno. Con Leivur también acabó la Era vikinga en el archipiélago.